# Douglas Grolli
Douglas Ricardo Grolli (São Miguel do Oeste, 5 ottobre 1989) è un calciatore brasiliano, difensore del Portimonense.

## Caratteristiche tecniche
Gioca come difensore centrale.

## Palmarès

### Club

#### Competizioni statali
- Campionato Catarinense: 2

Chapecoense: 2011, 2017
- Campionato Paranaense: 1

Londrina: 2014
- Campionato Baiano: 1

Bahia: 2018

#### Competizioni nazionali
- Coppa J. League: 1

Avispa Fukuoka: 2023